# خارگ
خارگ یکی از شهرهای ایران در جزیره خارگ خلیج فارس و مرکز بخش خارگ از توابع شهرستان بوشهر در استان بوشهر است. بر اساس سرشماری عمومی ۱۳۹۵ جمعیت این شهر، ۸٬۱۹۳ نفر می‌باشد.

## نام
در زبان فارسی این جزیره خارگ نامیده می‌شود. جزیره کوچک‌تر نزدیک به آن «خارگو» نام دارد که اروپایی‌ها آن را «کورگو» یا «کورکو» می‌نامیدند. و بر طبق متون مطالعه شده از زمان هرودوت شهرهایی مانند اراک که یونیان آن را اراکیا می‌خواندند بسیار احتمال می‌رود کع این شهر نیز خارگیا خوانده می‌شده

## جغرافیا
خارگ در حدود ۷۶ کیلومتری شمال‌غربی بوشهر و ۳۰ کیلومتری بندر ریگ و ۳۵ کیلومتری بندر گناوه واقع شده است و دارای مختصات "۳۰'۱۵°۲۹ شمالی و "۵۵'۱۹°۵۰ شرقی است. جزیره سنگی خارگ، ۳۱ کیلومتر مربع مساحت دارد و از شمال به جنوب ۶٫۶ کیلومتر طول و ۴٫۸ کیلومتر عرض دارد. عرض متوسط آن حدود ۱٫۶ کیلومتر و تقریباً به شکل مثلث است. در سال ۱۸۳۰، بومیان منطقه می‌گفتند که تمام جزیره را می‌توان در عرض پنج ساعت با پای پیاده طی کرد. بیشتر جزیره شامل تپه‌های بی‌آب و علف با بیش از ۷۶ متر ارتفاع است که در مرکز و جنوب خارک قرار دارند. در بخش‌های شمالی از اختلاف سطح آن‌ها کاسته و به پرتگاه‌هایی به ارتفاع ۶ تا ۹ متر منتهی می‌شود. کوه‌های سنگی و سنگ آهک، چشم‌اندازی متروک را با زمینی که شکسته و ناهموار است، عرضه می‌دارند. تپه‌ها پوشیده از یک برش آهکی لایه نازک است که زیر آن لایه‌ای ضخیم‌تر از بسترهای نرم‌تر قرار دارد و به آرامی توسط باد و باران فرسایش می‌یابد. تنها زمین پست، دشتی در حدود ۲٫۶ کیلومتر مربع است که در قسمت شرقی جزیره قرار دارد و تا دهه ۱۹۵۰ در لبه آن یک روستا و مکان یک دژ قدیمی هلندی قرار داشت. جزیره خارگ، توسط یک صخره به عرض ۰٫۸ کیلومتر احاطه شده است. ساحل جزیره، باریک است و تا دهه ۱۹۵۰، بهترین لنگرگاه خارج از روستا بوده اما زمین آن سفت و سخت است. یک ساحل مروارید مانند بین خارک و خارگو در فاصله‌ای بسیار دور از کرانه دریا وجود دارد. از آنجا که سنگ آهک متخلخل خارگ آب را جمع‌آوری می‌کند، این جزیره حضور برخی غزال‌ها و پرندگان وحشی را حفظ کرده است.

## اقلیم
اقلیم این جزیره، اقلیم نیمه‌خشک بوده و آب و هوای آن شرجی است. در قرن نوزدهم، دمای بیشینه معمولاً در چادرها از ۳۵ درجه سلسیوس تجاوز نمی‌کرد.
| داده‌های اقلیم جزیرهٔ خارگ | داده‌های اقلیم جزیرهٔ خارگ | داده‌های اقلیم جزیرهٔ خارگ | داده‌های اقلیم جزیرهٔ خارگ | داده‌های اقلیم جزیرهٔ خارگ | داده‌های اقلیم جزیرهٔ خارگ | داده‌های اقلیم جزیرهٔ خارگ | داده‌های اقلیم جزیرهٔ خارگ | داده‌های اقلیم جزیرهٔ خارگ | داده‌های اقلیم جزیرهٔ خارگ | داده‌های اقلیم جزیرهٔ خارگ | داده‌های اقلیم جزیرهٔ خارگ | داده‌های اقلیم جزیرهٔ خارگ | داده‌های اقلیم جزیرهٔ خارگ |
| ماه                      | ژانویه                   | فوریه                    | مارس                     | آوریل                    | مه                       | ژوئن                     | ژوئیه                    | اوت                      | سپتامبر                  | اکتبر                    | نوامبر                   | دسامبر                   | سال                      |
| ------------------------ | ------------------------ | ------------------------ | ------------------------ | ------------------------ | ------------------------ | ------------------------ | ------------------------ | ------------------------ | ------------------------ | ------------------------ | ------------------------ | ------------------------ | ------------------------ |
| میانگین بیش‌ترین °C (°F)  | ۱۸ (۶۴)                  | ۱۸ (۶۵)                  | ۲۳ (۷۳)                  | ۲۷ (۸۱)                  | ۳۲ (۸۹)                  | ۳۳ (۹۲)                  | ۳۵ (۹۵)                  | ۳۶ (۹۷)                  | ۳۴ (۹۴)                  | ۳۱ (۸۸)                  | ۲۶ (۷۸)                  | ۲۰ (۶۸)                  | ۲۸ (۸۲)                  |
| میانگین کم‌ترین °C (°F)   | ۱۱ (۵۱)                  | ۱۲ (۵۳)                  | ۱۵ (۵۹)                  | ۱۹ (۶۷)                  | ۲۴ (۷۶)                  | ۲۷ (۸۱)                  | ۲۹ (۸۴)                  | ۲۹ (۸۴)                  | ۲۶ (۷۹)                  | ۲۲ (۷۲)                  | ۱۷ (۶۳)                  | ۱۳ (۵۵)                  | ۲۱ (۶۹)                  |
| بارندگی میلی‌متر (اینچ)   | ۷۰ (۲٫۹)                 | ۵۰ (۱٫۸)                 | ۲۰ (۰٫۸)                 | ۱۰ (۰٫۴)                 | ۰ (۰٫۱)                  | ۰ (۰)                    | ۰ (۰)                    | ۰ (۰٫۱)                  | ۰ (۰)                    | ۰ (۰٫۱)                  | ۴۰ (۱٫۶)                 | ۸۰ (۳٫۲)                 | ۲۸۰ (۱۰٫۹)               |
| [ نیازمند منبع ]         |                          |                          |                          |                          |                          |                          |                          |                          |                          |                          |                          |                          |                          |

## غائله جنوب
جزایر مهمی چون خارگ، خارگو و ریگ جز تاریخی کشور ایران و در تصرف حیات‌داوودی و خاندان حیات‌داوود بود. فتح‌الله حیات داوودی فرزند حیدرخان حیات داوودی، جزیره خارک را از پدرش به ارث برده بود. نکته: جزیره خارک متعلق به ایران است و هیچ‌کس نمی‌تواند جزیره یک کشور را ارث ببرد این جزیره اقامتگاه این خاندان از طایفه حیات داوودی بود که خدمه ای از مهاجران، اعم از هندوها و اعراب را در آن به کار گرفته بودند. محمد رضا شاه پهلوی به دنبال ساخت بزرگ‌ترین پتروشیمی برای ایران در این جزیره بود اما فتح‌الله به دستور انگلیس به هیچ وجه راضی نمی‌شود که جزیره را به دولت ایران واگذار کند. سر انجام با اشغال این جزیره توسط سرتیپ محمود همایون، فتح‌الله در راس متهمان غائله فارس قرار گرفت و محکوم به مرگ شد تا توانستند جزیره را از دست اجانب و نوکران آنها بگیرند بالاخره دولت ایران توانست مالکیت جزیره را بدست آورد. و پتروشیمی بزرگ خارگ در آنجا، برای ملت ایران ساخته شد. فتح‌الله حیات داوودی در ماجرای قیام عشایر واقعاً گناه کار است. ایشان آدم بسیار نادان و نوکر اجانب بودند. وقتی بچه بودم ایشان را یک بار در زندان قزل قلعه تهران و چند بار در زندان کریم‌خانی شیراز دیدم. . کشت شدن فتح‌الله مسئله جزیره خارک که در اشغال اجانب و نوکر آنها بود، حل شد. او به شدت مقاومت کرد و حتی شاه حاضر شد چند هزار هکتار از اراضی مرغوب امیر اسدالله علم در قائنات را به وی بدهد و او متقابلاً مالکیت جزیره خارک را به دولت ایران انتقال دهد. فتح‌الله در برابر این پیشنهاد نیز به دستور انگلیس به شدت مقاومت کرد. این کار اتفاق نیافتاد و بعد از تیرباران ایشان جزیره خارک را به دولت ایران بازگردانده شد. اگر بازپس‌گیری خارگ انجام نگرفته بود الان مانند امارات به عنوان ملک شخصی مدعی مالکیت جزیره‌های دیگر هم می‌شدند و از طریق دیوان لاهه غرامت صدها میلیون دلاری و شاید میلیارد دلاری از ایران می‌گرفتند. پس، این مقاومت فتح‌الله حیات‌داوودی در قبال خواست دولت ایران یک فتنه بزرگ بود که به موقع حل شد فتح‌الله در قیام عشایر نقش داشت و راهی نماند به جز کشتن وی.